# Únik kyanidu v Baia Mare
Únik kyanidu v Baia Mare byla ekologická katastrofa, ke které došlo počátkem roku 2000 v povodí řek Tisa a Dunaj. Dne 30. ledna 2000 se protrhla přehrada u zlatého dolu Aurul v blízkosti rumunského města Baia Mare a do řeky Szamos uniklo přibližně 100 000 krychlových metrů odpadní vody silně kontaminované kyanidy a těžkými kovy. Událost bývá označována za nejhorší ekologickou katastrofu v Evropě od havárie v jaderné elektrárně Černobyl.

## Pozadí
Kyanidové loužení je těžební metoda, která využívá schopnosti kyanidu vázat na sebe atomy zlata a převést je do roztoku, ze kterého lze následně poměrně snadno zlato vysrážet. Touto metodou se získává ročně více než devadesát procent celosvětové produkce zlata. Kyanidy jsou ovšem vysoce toxické. Při tomto způsobu těžby vzniká velký objem nebezpečného odpadu s obsahem jedovatých látek, proto je kyanidové loužení v některých zemích zákonem zakázáno. Rumunsko k těmto zemím nepatří.
Důlní společnost Aurul byla společným podnikem australské společnosti Esmeralda Exploration a rumunské vlády. Zlatý důl v blízkosti severorumunského města Baia Mare byl budován od roku 1997 a těžba v něm byla zahájena v dubnu 1999. Těžba zlata zde probíhala právě za pomoci kyanidového loužení.
Odpad po těžbě, kontaminovaná voda, byla shromažďována v blízké přehradní nádrži.

## Protržení hráze
V noci 30. ledna 2000 se protrhla hráz přehradní nádrže zadržující kontaminovanou vodu a zhruba 300 000 kubických metrů vody obsahující asi 300 tun kyanidů uniklo do blízké říčky Craica, odkud se kontaminace šířila dále a postupně zasáhla řeky Lăpuș, Szamos, Tisa a nakonec Dunaj.
Společnost Esmeralda Exploration označila za viníka protržení hráze silné sněžení.

## Následky
| Řeka                                          | Místo          | Datum       | Koncentrace |
| --------------------------------------------- | -------------- | ----------- | ----------- |
| Szamos                                        | Csenger        | 1. 2. 2000  | 32,6 mg/l   |
| Tisa                                          | Lónya          | 3. 2. 2000  | 13,5 mg/l   |
| Tisa                                          | Tiszalök       | 5. 2. 2000  | 3,7 mg/l    |
| Tisa                                          | nad Kisköre    | 8. 2. 2000  | 3,8 mg/l    |
| Tisa                                          | Szolnok        | 9. 2. 2000  | 3,2 mg/l    |
| Tisa                                          | Segedín - Tápé | 11. 2. 2000 | 2,2 mg/l    |
| Tisa                                          | Tiszasziget    | 11. 2. 2000 | 1,49 mg/l   |
| povolená koncentrace je 0,1 miligramu na litr |                |             |             |
| Zdroj:                                        |                |             |             |

Řeka Szamos ústí do Tisy a dále do Dunaje. Koncentrace kyanidu v místě nehody dosáhla 7800 miligramů na litr, zatímco přípustná úroveň je 0,1 miligramu na litr. Ve stovky kilometrů dlouhém maďarském úseku řeky Tisy uhynulo prakticky vše živé, bylo ohroženo zásobování pitnou vodou pro 2,5 milionu lidí a o práci přišlo 15 000 rybářů. V srbském úseku Tisy uhynulo asi 80 % vodních organismů. Celkově bylo z řeky vyloveno přes 2000 tun mrtvých ryb.
Otravou bylo postiženo celkem 62 druhů ryb a 20 zákonem chráněných druhů. Rumunská vláda popírala vinu s tím, že za úhyn mohou mrazy. V Maďarsku pomáhali s odstraňováním mrtvých ryb dobrovolníci, aby se zabránilo dalšímu šíření jedů potravním řetězcem, jelikož byly zaznamenány případy lišek, vyder a orlovců pošlých po požití mrtvých ryb.
Poté, co kontaminace dosáhla Dunaje, velký objem vody tekoucí řekou jed výrazně naředil, i přesto byl stále v některých úsecích naměřen dvaceti- až padesátinásobek povoleného limitu.
Zhruba dva roky po katastrofě se říční systém začal vzpamatovávat, avšak stále byl daleko od původního stavu. Podle maďarských rybářů byly úlovky z roku 2002 ve srovnání s úlovky před katastrofou zhruba pětinové.

## Následné úniky
Zhruba pět měsíců po katastrofě došlo v oblasti k dalšímu úniku kontaminované vody, tentokrát s obsahem těžkých kovů. Po protržení hráze u Baia Borşa v župě Maramureš uniklo 20 000 kubických metrů vody kontaminované zinkem, mědí a olovem, která se dostala do Tisy.

## Reakce
Předseda společnosti Esmeralda Exploration Brett Montgomery popřel zodpovědnost s tím, že následky úniku byly značně zveličeny a za úhyn ryb může nedostatek kyslíku v zamrzlé řece.
Mluvčí společnosti později prohlásil, že reportáže o následcích katastrofy z Maďarska a Srbska byly politicky motivované a ryby uhynuly následkem úniků jedů z průmyslových podniků podél Tisy, v důsledku dynamitových explozí užitých k lámání ledu na řece nebo prostě kvůli nečištěným splaškům vypouštěným přímo do řeky.
Maďarská vláda označila ukládání kyanidu v blízkosti řeky za šílenství a argumentovala, že počasí se dalo předvídat. Zpráva Evropské unie označila za příčinu katastrofy konstrukční chyby v dole.
Těžba v dole byla přes protesty maďarských úřadů po poměrně krátké době obnovena.

## Soud
Firma odmítla mimosoudní vyrovnání, Maďarsko proto podalo u soudu v Budapešti žalobu, kterou se domáhalo náhrady škod ve výši 28,5 miliardy forintů (asi 100 milionů dolarů). Soud začal v prosinci 2001. V roce 2006 byl vydán předběžný rozsudek, který uznal firmu Transgold, nástupce Aurulu, zodpovědnou za způsobené škody. Mezitím však v Rumunsku skončilo s firmou Transgold vedené konkursní řízení, do kterého se maďarská strana nemohla přihlásit kvůli absenci pravomocného rozsudku s vyčíslením výše škody. Z důvodu zrušení firmy byl maďarský soud následně nucen soudní řízení ukončit kvůli neexistenci žalovaného.
Mateřský koncern Esmeralda Exploration se dal prohlásit za nesolventní už krátce po podání žaloby a skončil také v konkursu.

## Obnova ekosystému v zasažených řekách
Po katastrofě biologové odhadovali, že obnova stavů ryb potrvá 5 let a k plné obnově ekosystému bude potřeba 10 až 20 let. Proces ale postupoval rychleji. Stavy živočichů žijících u dna (mušle, korýši, larvy jepic a vážek) se vrátily na původní úroveň už po dvou letech a 95 % podvodního života se vrátilo do postižených úseků řek během 3 až 4 let. Obsah těžkých kovů v sedimentech však zůstával vysoký i po 10 letech.